# 다카하시 카즈야
다카하시 카즈야(Kazuya Takahashi, 1969년 5월 20일 ~ )는 일본의 배우, 일본의 성우이다.
세타가야구에서 태어났다.

## 방송
- 일본 낡은 숙소 기행
- 코키치의 아내
- 이에야스, 에도를 짓는다
- 치어☆댄스
- 미야모토로부터 너에게

## 영화
- 걸어도 걸어도 - 카타오카 노부오 역
- 너는 착한 아이
- 연애 징크스!!!